# 阿尔多·马肖塔
阿尔多·马肖塔（1909年8月14日—1996年4月24日），意大利击剑运动员。他曾代表意大利参加1936年夏季奥林匹克运动会击剑比赛，结果获得男子团体佩剑的银牌。

## 家庭
女儿焦万娜·马肖塔。